# E Zzy
E Zzy樂團成立於2010春天。
由日籍音樂製作人- 金木義則(Kaneki Yoshinori)透過河岸留言Open Jam發掘來自不同音樂背景之年輕菁英樂手，籌組成混合曲風( Fusion)演奏樂團。
「E Zzy」的音樂組成元素包含 Jazz、Rock 、Metal、Electronic、Classical…；融合了爵士搖滾、古典金屬的Fusion & Funky型式；將樂器的演奏以更多變的型式融合呈現。

## 樂團歷程
2010年成軍，現已發行了3張錄音室專輯。

## 音樂作品

### 2011年1月 Fantasy狂想曲
- 製作人、混音：金木義則
- Guitar：力Q
- Guitar：鄒強
- Keyboard：許郁瑛
- Bass：陳右冺
- Drum：孫震
- 曲：許郁瑛、陳右冺、力Q、鄒強、孫震、金木義則
- 編曲：E Zzy、金木義則、力Q、鄒強

### 2012年7月29日 浮光流影 - Let it float~!
- 製作人、混音：金木義則
- Guitar：力Q
- Guitar：鄒強
- Keyboard：許郁瑛
- Bass：陳右冺
- Drum：孫震
- 曲：鄒強、力Q、金木義則
- 編曲：鄒強、力Q、金木義則

### 2013年8月20日 逆轉黑暗 - Bright Side
- 製作人、混音：金木義則
- Guitar：力Q
- Guitar：鄒強
- Keyboard：王仁君
- Bass：徐三智
- Drum：陳珩
- 曲：鄒強、力Q
- 編曲：鄒強、力Q

## 演出
- 臺中爵士音樂節 (2011、2012、2013)
- YAMAHA熱音大賽全國總決賽特邀演出樂團

## 資料來源
1. ↑  關於頁面, E Zzy Facebook

Category：2010年成立的音樂團體
M